# CANDY & CIGARETTES
『CANDY & CIGARETTES』（キャンディ アンド シガレッツ）は、井上智徳による日本の漫画。

## 概要
『ヤングマガジンサード』（講談社）にて、2017年2号から開始。2021年5月に同誌が『月刊ヤングマガジン』（同社）と合併するのに伴い、『月刊ヤングマガジン』に移籍して2021年6月号から8月号まで連載。
元警視庁のSPの老人と、殺し屋の小学生少女が要人暗殺を行うガンアクション作品。
作者は、アメリカの犯罪小説やフィルム・ノワールを好み、「それらの作品の乾いた空気が漂う漫画を描きたかった」ことが、本作を執筆する動機となった。

## ストーリー
元警視庁SPの老人・平賀雷蔵は、入院している孫の正太の手術費を稼ぐために仕事を探し始める。路地裏で見かけた「独立行政法人 SS機構」怪しげな広告が目にとどまり、面接先である「古書 ですぺら堂」へ赴き、採用される。その後、初日の仕事が麻薬の売人の死体の始末であることに戸惑うのを前後して「ですぺら堂」にいた店番の少女・涼風美晴と再会。彼女から現状を説明され、それを把握した雷蔵は少女と共に追っ手である麻薬の売人の仲間から逃れる。路地裏にて袋のネズミとなった雷蔵と少女は、互いに阿吽の呼吸を合わせて売人の仲間を少女が拳銃で狙撃して任務成功。

## 登場人物
平賀雷蔵（ひらが らいぞう）
本作の主人公。警視庁を定年退職後、紆余曲折を経て「独立行政法人 SS機構」に所属することになる。
涼風美晴（すずかぜ みはる）
本作のヒロイン。11歳の小学生だが、凄腕の殺し屋で射撃に優れている。
絹目（きぬめ）
本作の狂言回し。雷蔵の雇い主。

## 書誌情報
- 井上智徳 『CANDY & CIGARETTES』 講談社〈ヤンマガKCスペシャル〉、全11巻
  1. 2017年6月20日発売[1][講 2]、ISBN 978-4-06-382982-2
  2. 2017年11月20日発売[講 3]、ISBN 978-4-06-510344-9
  3. 2018年4月20日発売[講 4]、ISBN 978-4-06-511286-1
  4. 2018年11月20日発売[講 5]、ISBN 978-4-06-513553-2
  5. 2019年7月19日発売[講 6]、ISBN 978-4-06-516364-1
  6. 2020年4月20日発売[講 7]、ISBN 978-4-06-519188-0
  7. 2020年4月20日発売[講 8]、ISBN 978-4-06-519220-7
  8. 2020年12月18日発売[講 9]、ISBN 978-4-06-521713-9
  9. 2021年5月20日発売[講 10]、ISBN 978-4-06-523285-9
  10. 2021年10月20日発売[講 11]、ISBN 978-4-06-525102-7
  11. 2021年11月18日発売[講 1]、ISBN 978-4-06-525881-1

### 講談社コミックプラス
以下の出典は講談社コミックプラス（講談社）内のページ。書誌情報の発売日の出典としている。
1. 1 2  “『CANDY & CIGARETTES（11）』”. 講談社コミックプラス.   講談社. 2022年5月8日閲覧。
2. ↑  “『CANDY & CIGARETTES（1）』”. 講談社コミックプラス.   講談社. 2022年5月8日閲覧。
3. ↑  “『CANDY & CIGARETTES（2）』”. 講談社コミックプラス.   講談社. 2022年5月8日閲覧。
4. ↑  “『CANDY & CIGARETTES（3）』”. 講談社コミックプラス.   講談社. 2022年5月8日閲覧。
5. ↑  “『CANDY & CIGARETTES（4）』”. 講談社コミックプラス.   講談社. 2022年5月8日閲覧。
6. ↑  “『CANDY & CIGARETTES（5）』”. 講談社コミックプラス.   講談社. 2022年5月8日閲覧。
7. ↑  “『CANDY & CIGARETTES（6）』”. 講談社コミックプラス.   講談社. 2022年5月8日閲覧。
8. ↑  “『CANDY & CIGARETTES（7）』”. 講談社コミックプラス.   講談社. 2022年5月8日閲覧。
9. ↑  “『CANDY & CIGARETTES（8）』”. 講談社コミックプラス.   講談社. 2022年5月8日閲覧。
10. ↑  “『CANDY & CIGARETTES（9）』”. 講談社コミックプラス.   講談社. 2022年5月8日閲覧。
11. ↑  “『CANDY & CIGARETTES（10）』”. 講談社コミックプラス.   講談社. 2022年5月8日閲覧。